# Junior (телеканал)
Junior (с 2014 года Junior bei Sky) — немецкий детский развлекательный телеканал, который вещает в Германии с 1996 года и в Израиле с 1997 года.

## Краткая история
Канал был запущен 28 июля 1996 года для немецкой аудитории в возрасте от 3 до 13 лет. Текущий владелец — компания Studio 100 Media AG, дочернее предприятие бельгийской Studio 100 (центр — Мюнхен). Вещание осуществлялось изначально с помощью оператора цифрового телевидения DF1. С 1997 года началось вещание в Израиле. С октября 1999 года телеканал входил в состав Sky Deutschland: блоки мультсериалов и сериалов выходили на немецких каналах Sky. В своё время на одной и той же кнопке с телеканалом Junior выходили K-Toon (мультсериалы), Gametrix/GTV (видеоигры) и d+ (развлекательный, ныне Nitro).
В 2001—2002 годах некоторые телесериалы ретранслировались на российском канале СТС в рамках детского блока по выходным (т.н. «Джуниор на СТС» с видеовставками из одноимённого телесериала). В 2000—2005 годах по субботам до полудня на Sat.1 выходил аналогичный блок Junior; с конца 2003 по начало 2007 года аналогичный блок существовал на швейцарском телеканале SRF zwei. До апреля 2007 года Junior выходил также под именем Junior XL (с 22:00), ретранслируя разные аниме-сериалы. С апреля 2007 года канал Junior выходит на одной кнопке уже с аниме-каналом XL TV с 6:00 до 20:00.
В настоящее время Junior входит в пакет кабельных и спутниковых телеканалов, предлагаемых клиентам, использующих платное телевидение Sky Deutschland.

## Мультсериалы
- Артур
- Братья коала[англ.]
- Дружба — это чудо
- Зигби
- Маша и Медведь
- Няня-мумия[англ.]
- Пеппи Длинныйчулок[англ.]
- Приключения пчёлки Майи
- Рубаки
- Табалуга
- Ужасный Генри[англ.]
- Флиппер и Лопака
- Akage no Anne
- Flanders no Inu
- Heidi, Girl of the Alps
- Kein Keks für Kobolde[нем.]